# 1940 у літературі

## Народились
- 9 січня — П'єр Гійота, французький письменник.
- 26 лютого — Агнета Плейєль, шведська авторка, письменниця.
- 12 березня — Григорій Ізраїлевич Горін, російський письменник, драматург, сценарист.
- 14 березня — Шовкун Віктор Йосипович, перекладач, письменник, літературний редактор.
- 16 березня — Бернардо Бертолуччі, італійський поет, драматург, кінорежисер.
- 5 травня — Ліон Ізмайлов, російський письменник-сатирик.
- 8 травня — Пітер Бенчлі, американський письменник.
- 24 травня — Бродський Йосип Олександрович, російський поет.
- 15 червня — Джон Янсен ван Гален, голландський письменник.
- 17 червня — Анжело Рінальді, французький письменник і літературознавець.
- 13 липня — Сокульський Іван Григорович, український поет, правозахисник, громадський діяч (помер 22 червня1992).
- 6 серпня — Онишко Анатолій Васильович, український перекладач, поет, член Національної спілки письменників України
- 28 жовтня — Даніель Салльнав, французька письменниця

## Померли
- 27 січня — Ісаак Бабель, журналіст і драматург
- 5 лютого — Русова Софія Федорівна, український педагог, прозаїк, літературознавець і громадська діячка, одна з піонерок українського жіночого руху
- 10 березня — Михайло Булгаков, російський письменник (нар. 1891)
- 31 березня — Назарук Осип, український громадський і політичний діяч, письменник, журналіст, публіцист
- 2 квітня — Бахтін Микола Миколайович, російський бібліограф і перекладач
- 22 червня — Газенклевер Вальтер, німецький драматург і поет, один із основоположників німецького експресіонізму
- 4 серпня — Жаботинський Володимир Євгенович, єврейський письменник і публіцист, один з лідерів сіоністського руху; співзасновник держави Ізраїль та його збройних сил
- 11 жовтня — Танеда Сантока, японський поет хайку

## Нові книжки
- Ернест Хемінгуей. По кому подзвін.